# ノー・ライン・オン・ザ・ホライゾン
『ノー・ライン・オン・ザ・ホライゾン』 (No Line on the Horizon) は、2009年に発売された、U2のアルバム。

## 概要
U2の2000年代の活動を締め括る作品。スタジオ・アルバムとしては、前作から4年半ぶり、通算12作目のアルバムとなる。
当初、「ウィンドウ・イン・ザ・スカイズ」を手がけたリック・ルービンがプロデューサーだったが、曲を完成させてからスタジオ入りするという彼のスタイルが合わず、結局、プロデューサー陣には、ブライアン・イーノ、ダニエル・ラノワ、スティーヴ・リリーホワイトという馴染みの顔ぶれに加え、ブラック・アイド・ピーズのウィル・アイ・アムが参加（5曲目の「アイル・ゴー・クレイジー・イフ・アイ・ドント・ゴー・クレイジー・トゥナイト」）。
制作作業は2007年に始まり、モロッコのフェズとダブリン、ニューヨーク、ロンドンのスタジオを経由して行われた。フェズは、メンバーが宗教行事を見学するため訪問した際、アルバムの着想を得た地であり、ここにスタジオを設立して、最初のセッションを行った。テーマは”21世紀の賛美歌”。ボノが「ボノであること、自分が彼であることに、もう飽きてしまったんだ。つまり自分自身でいることに、ウンザリしたってわけ。一人称にちょっとした限界を感じてしまったのさ」ということで、いつになく3人称で書かれた歌詞の曲が多いのが特徴。
2008年にアルバムはダブルEPの形でリリースされるとアナウンスされたが、やがてDisc1が『Daylight』、Disc2が『Darkness』の2枚組アルバム、次にDisc1が『Sunrise』、Disc2が『Sunset』の2枚組アルバムになるとアナウンスされたが、結局、リリースされたのは1枚のアルバム。そしてすぐに次のアルバム『Songs of Ascent』がリリースされるとアナウンスされたが、2024年現在、音沙汰がない。が、曲がたくさんできたのは本当らしく、「Winter」「Soon」「North Star」「Mercy」「Every Breaking Wave」「Boy Falls from the Sky」などのアウトテイクが存在し、「Winter」はLinearや映画『マイ・ブラザー』のサントラで披露され、残りの曲は360度ツアーで披露された。
収録曲「モーメント・オブ・サレンダー（Moment of Surrender）」は、ローリング・ストーン誌による「ローリング・ストーンの選ぶオールタイム・グレイテスト・ソング500」に於いて160位に記録している。
ちなみにこのアルバムは駆け出し時代のU2を支え、2008年に亡くなったアイランド・レコードのロブ・パートリッジに捧げられている。

## ジャケット
ジャケットに使われているモノクロの水平線の写真は、杉本博司の作品で、ボーデン湖で撮影された『海景』シリーズの1枚「Boden Sea, Uttwil」である。以前から、ボノが同シリーズを気に入っていたことから採用された。杉本からは、作品提供の条件として、金銭の代わりに杉本が今後プロジェクトを行う際、本作に収録されている曲を使用出来ること、ジャケットの写真には何も入れないことの2点が提示され、ボノはすぐに快諾したという。このため、ジャケットにはタイトルもバンド名も記されておらず、水平線上の「=（イコール）」もシールにしてケースに貼られている。
なお、上記を加味せずとも、公式日本語訳はタイトル曲の「ホライゾン」を「地平線」としているが元歌詞が明らかに「水平線」を意図した歌詞であり水と空との間という訳にしないと本来の意味を成さない。

## 収録曲

### 楽曲一覧
| #         | タイトル                                                                       | 作詞               | 作曲                                                   | プロデューサー                           | 時間  |
| --------- | ------------------------------------------------------------------------------ | ------------------ | ------------------------------------------------------ | ---------------------------------------- | ----- |
| 1.        | 「ノー・ライン・オン・ザ・ホライゾン」                                         | ボノ               | U2、イーノ、ラノワ                                     | イーノ、ラノワ、リリーホワイト(add)      | 4:12  |
| 2.        | 「マグニフィセント」                                                           | ボノ、エッジ       | U2、イーノ、ラノワ                                     | イーノ、ラノワ、リリーホワイト(add)      | 5:24  |
| 3.        | 「モーメント・オブ・サレンダー」                                               | ボノ               | U2、イーノ、ラノワ                                     | イーノ、ラノワ                           | 7:24  |
| 4.        | 「アンノウン・コーラー」                                                       | U2、イーノ、ラノワ | U2、イーノ、ラノワ                                     | イーノ、ラノワ、リリーホワイト(add)      | 6:03  |
| 5.        | 「アイル・ゴー・クレイジー・イフ・アイ・ドント・ゴー・クレイジー・トゥナイト」 | ボノ               | U2                                                     | リリーホワイト、ウィル・アイ・アム(add)  | 4:14  |
| 6.        | 「ゲット・オン・ユア・ブーツ」                                                 | ボノ               | U2                                                     | イーノ、ラノワ、デクラン・ギャフニー     | 3:25  |
| 7.        | 「スタンド・アップ・コメディ」                                                 | ボノ               | U2                                                     | イーノ、ラノワ、リリーホワイト(add)      | 3:50  |
| 8.        | 「フェズ-ビーング・ボーン」                                                    | ボノ               | U2、イーノ、ラノワ                                     | イーノ、ラノワ                           | 5:17  |
| 9.        | 「ホワイト・アズ・スノウ」                                                     | U2、イーノ、ラノワ | U2、イーノ、ラノワ（トラディショナルソングのアレンジ） | イーノ、ラノワ                           | 4:41  |
| 10.       | 「ブリーズ」                                                                   | U2                 | U2                                                     | リリーホワイト、ラノワ(add)、イーノ(add) | 5:00  |
| 11.       | 「シーダーズ・オブ・レバノン」                                                 | ボノ               | U2、イーノ、ラノワ                                     | ラノワ                                   | 4:13  |
| 合計時間: | 合計時間:                                                                      | 合計時間:          | 合計時間:                                              | 合計時間:                                | 53:43 |

### 楽曲解説
- ノー・ライン・オン・ザ・ホライゾン（No Line on the Horizon）- 4:13
ラリーが作ったドラムビートをイーﾉがサンプリングし、それに合わせてバンドが演奏してできた曲。ギターパートでははエッジがSecret Machinesのベン・カーチスに勧められたDeath by Audio distortion boxを使っている。[8]
歌詞はボノが日本人写真家・杉本博司の「Boden Sea」という写真にインスパイアされたもので、エッジは「（タイトルは）あるイメージなんだ。（フロントマンの）ボノが俺に言うにはね。たとえば、前に進もうとするけど、何に向かっているのかはハッキリとわからない、みたいな感じかな。海と空が1つに混ざり合うような瞬間とても言おうか。無限大のイメージだな。俺が思うにね。禅のイメージみたいなもんだ」と述べている。「Boden Sea」はアルバムのジャケットにも使われた。[9]
「Moment of Surrender」「Unknown Caller」「White as Snow」と同じく一発録りされ、「Fez – Being Born」「Get on Your Boots」と争った挙句、アルバムのオープニングを飾る曲となった。
「No Line on the Horizon２」というヴァージョン違いが日本盤、豪州盤などにボーナストラックとして収録されている。
シングルカットされていないが、ベルギー（オランダ語圏）チャートで38位に入り、ブラジルでゴールドディスク認定された。
- モーメント・オブ・サレンダー（Moment of Surrender）- 7:24
イーノとラノワによれば、アルバムのコンセプトである「未来の賛美歌」を実現した曲。イーノが作ったパーカッション・ループに合わせて皆が自由気ままに演奏することで生まれた曲だが、イーノのアレンジが不正確だったために不思議な雰囲気になった。「No Line on the Horizon」「Unknown Caller」「White as Snow」と同じく一発録りで録られた曲で、完成ヴァージョンを一同で聴いた際、あまりの素晴らしさに皆沈黙してしまった。イーノはこれまででもっとも面白かったスタジオの経験らしいが、後でバンドがイントロにチェロを入れたり、曲を短縮したことに激怒し、「彼らはスピリチュアルであろうするあまりに、目の前で起きた奇跡に気づいていない」と述べている。[10]
「ボノであること、自分が彼であることに、もう飽きてしまったんだ。つまり自分自身でいることに、ウンザリしたってわけ。一人称にちょっとした限界を感じてしまったのさ」というボノは、信仰の危機に瀕している麻薬中毒者の視点から歌詞を書いた。曲のタイトルはアルコホーリクス・アノニマスという国際的なアルコール中毒自助グループの専門用語で、アル中患者たちが自らの絶望的な状況を認めるときに使う言葉である。
Metallicaのラーズ・ウルリッヒは00年代の曲ベスト１位にこの曲を挙げている。ちなみに「No Line on the Horizon」は00年代ベストアルバム11位。[11]
2009年ローリングストーン年間ベストシングル第1位[12]、2010年ローリングストーンが選ぶオールタイムベストソング500第160位[13]、2010年ローリングストーンが選ぶ00年代ベスト100シングル第36位。[14]
- アンノウン・コーラー（Unknown Caller）- 6:03
「No Line on the Horizon」「Moment of Surrender」「White as Snow」と同じく一発録りされた曲。イントロに鳥のさえずりの音が使われている。[15]
「Moment of Surrender」と同じく麻薬中毒者の視点から書かれた曲で、曲のテーマは社会的疎外、個人のアイデンティティ、楽観主義。歌詞の「3:33, when the numbers fell off the clock face」の「3:33」とは『All That You Can't Leave Behind』のジャケットに使われてるのと同じく、エレミヤ書第33章の3のことで、その文言は「私を呼びなさい。答えてあげよう。そしてあなたの知らない偉大なる秘密を教えてあげよう」である。
Snow Patrolがリミックスしたヴァージョンがある。[16]
- スタンド・アップ・コメディ（Stand Up Comedy）- 3:50
フェズでのレコーディングの最初の2週間で原型が出来上がった曲で、元はマンダリンで中東風のビートを刻む「For Your Love」とか「Stand Up」と呼ばれていたが、ギターがThe Kinksの「You Really Got Me」 に、歌詞がThe Yardbirdsの「For Your Love」にそっくりだったために没になり、「For Your Love」のチャントだけ残してすべて作り変えた。[17]その際、「ゲット・ラウド」でジミー・ペイジやジャック・ホワイトと共演したエッジの経験が反映され、ギターのリフがZepぽくなった。エッジはこのリフをオールタイムベストの1つに挙げている[18]。その後、何度も何度も改良を重ねられたが、若干、作りこみすぎたために、古いヴァージョンをアルバムに収録することにした。
歌詞は2008年に131か国世界のリーダーたちに2015年までに世界の貧困を減らす約束をさせるはStand Up and Take Actionキャンペーンにインスパイアされたもので、ボノ曰く曲のテーマは「手を繋いで世界をよりよいものにしようではなく、自分自身の偽善をやっつけよう」というもの。[19]ボノは自分の傲慢さと、自分の政治活動が大規模になるにつれて抱くようになった、自分がそれに見合わない人間なのではないかという恐れを嘲笑っているのである。
- フェズ-ビーング・ボーン（Fez – Being Born）- 5:17
リック・ルービンがプロデューサーをしていた時に作った曲で、「Fez」のシンフォニックなギターサウンドは、Green Dayと「The Saints Are Coming」をレコーディングしている時にエッジが作った。[20]プロデューサーがイーノとラノワに替わると、リックと作った音源はお蔵入りとなったが、ラノワがこれを見つけて、イーノが作ったビートを付け足した。[9]初めて「Fez」を聴いた時、ボノは「生命の息吹を与えられた。世界に向かって咲く花のようだ」という感想を述べている。[9]
もう一つ「Being Born」という曲があって、そのギターはSecret Machineのベンジャミン・カーチスから教えてもらったDeath by Audio distortiondでエッジが作った。[17] ラノワはテンポを落とした「Fez」とももう少し激しくした「Being Born」が合うのではないかと考え、2つの曲を繋げた。曲は「Chromium Chords」とか「Tripoli」と呼ばれていたが、最終的に「Fez – Being Born」となり、冒頭に「Get on Your Boots」のチャント「let me in the sound」が挿入された。[4]
ボノ曰く敵前逃亡したモロッコ系フランス人警官の視点から書いた曲。彼はフランスからドイツまで旅して、スペイン南端のカディス郊外の街まで辿り着き、アフリカの炎を目撃するのだ。
当初「No Line On The Horizon」「Get On Your Boots」とともにアルバムのオープニングナンバーの候補に挙げられていた。[21]
ライブで演奏されたことは1度もない。
- ホワイト・アズ・スノウ（White as Snow）- 4:41
ジム・シェリダンから映画『マイ・ブラザー』のために「複雑な登場人物のための複雑な曲」の依頼があり、U2は「Winter」と「White as Snow」を書いた。[22]「Winterは」アフガニスタンを戦った兵士の経験を扱ったより普遍的な曲であるのに対し、「White as Snow」は登場人物のケーヒル兄弟の関係に焦点を当てたより個人的な曲である。[22]ちなみにイーノは「Winter」を気に入っていなかったらしい。
バンドはWinterのほうが映画に相応しいと考え、同時にアルバムにも収録するつもりだったが、『マイ・ブラザー』の完成がずれこみ、アルバムに収録すると各映画賞の授賞対象から外れるため、結局、アルバムには「White as Snow」だけが収録された。[23]ちなみに映画『マイ・ブラザー』に使われた「Winter」は、Linearヴァージョンよりも若干スローでアコースティック色が強い。ゴールデングローブ賞のベスト・オリジナル・ソング賞にノミネートされたが、授賞は逃した。
メロディは「O Come, O Come Emmanuel」という賛美歌がベースになっている。ボノと賛美歌について話したラノワが、トロントいいる友人でシンガーのLori Anna Reidに賛美歌を何曲か教えてもらったのだが、その中に「O Come, O Come Emmanuel」があったのだ。[9]
歌詞はウィリアム・ゴールディングの「ピンチャー・マーティン」という小説にインスパイアされて、ボノがアフガニスタンの戦闘に従軍する一兵士の視点で書いたもの。[24]
「No Line on the Horizon」「Moment of Surrender」「Unknown Caller」と同じく一発録りされた。

- ブリーズ（Breathe）- 5:00
エッジ主導で作った曲。エッジのギターリフはジミー・ペイジ、ジャック・ホワイトと共演した映画『ゲットラウド』の影響がある。[17]結局、跡形もなくなってしまったが、イーノはこの曲の初期のデモ音源をU2の好きな曲の1つに挙げている。[25]80回ほどリミックスが施された後、最終的にエッジが家で1人で作り、リリーホワイトとバンドで仕上げた。曲が完成した日はダブリン出身の作家・ジェイムズ・ジョイスが『ユリシーズ』を出版した日を祝うブルームの日の6月16日で、冒頭の歌詞（「16th of June, 9.05, doorbell rings」）に登場する。ボノの話すようなヴォーカルスタイルはニック・ケイブ、マイケル・スタイプ、アレン・ギンズバーグあたりの影響か。
歌詞は、ネルソン・マンデラに関するものとコーマック・マッカーシーの小説にインスパイアされた「超現実的かつ個人的」なものの2種類用意されていたが、結局、後者が選ばれた。キリスト教で言うところの「救済」を見出した男の視点から書かれている。[17]
「Ordinary Love」のB面にアコギヴァージョンが収録されており、またこのヴァージョンは『Linear』にも収録されている。
また2012年にヒストリー・チャンネルがリリースした『Miracle Rising: South Africa』というドキュメンタリーにのエンド・クレジットに歌詞が少し違う新たなヴァージョンの「Breath」が流れる。
- シーダーズ・オブ・レバノン（Cedars of Lebanon）- 4:20
ラノワもプロデューサーとして加わっているイーノ＆ハロルド・バッドの『The Pearl』収録の「Against The Sky」という曲をサンプリングしている。
戦場記者の視点から書かれた曲で、彼は複雑な人生をシンプルなヘッドラインにまとめようとおり、薔薇の香りが漂い、そして消えていく糞みたいな世界を冷静に眺めている。[26]「敵は慎重に見極めろ、それらが君を定義付けるのだから」という歌詞について、実体験かと尋ねられたボノは「僕たちを他のバンドと分かつものは、僕たちは面白い敵を選んでいるということだ。僕たちは分かりやすい敵を選ばない。大物とか権力者とかね。そういうものは選ばないんだ。僕たちが評価されているのは、他の誰でもなく、僕たちでしかないという点だ。考えてくれよ。バンドには僕たちか他のバンドしかないんだ。The Clashは僕たちのヒーローだ。でもU2は彼らではなく、僕たちでしかないんだ」と答えている。[27]

## Linear
"Linear"は、アントン・コービンによって企画された、無声のミュージックビデオである。アントンがフェズでバンドのメンバーの動かない映像を収録している時にボノがアイデアを思いついたもので、『No Line on the Horizon』収録曲の歌詞の登場するキャラクターを元にボノとアントンが脚本を書いた。人生に疲れたパリの白バイ警察官がトリポリにいる彼女に会いに行くという内容。アルバムには収録されなかった「Winter」が収録されている。映像は、白黒とカラーで構成されている。
『No Line on the Horizon』のデラックス・エディション等に収録されている。

## 評価

### イヤーオブ
- 2009年ホットプレス年間ベストアルバム第4位[28]
- 2009年ホットプレス年間ベストアイリッシュアルバム第1位
- 2009年アイリッシュ・インディペンデント年間ベストアイリッシュアルバム第1位
- 2009年ローリングストーン年間ベストアルバム第1位[29]
- 2009年スピン年間ベストアルバム第32位[30]
- 2009年Qマガジン年間ベストアルバム第9位
- 2009年OOR（オランダ）年間トップアルバム第35位[31]
- 2010年IFPI・2009年ベストセラーアルバム第6位
- 2010年IFPI・2009年ベストセラーインターネットアルバム第8位
- 2010年グラミー賞ベストロックアルバム部門ノミネート

### オールタイム
- 2010年ローリングストーンが選ぶ00年代ベストアルバム100第36位[32]
- 2011年Qマガジンが選ぶ人生のアルバム250第114位[33]